# Gompa

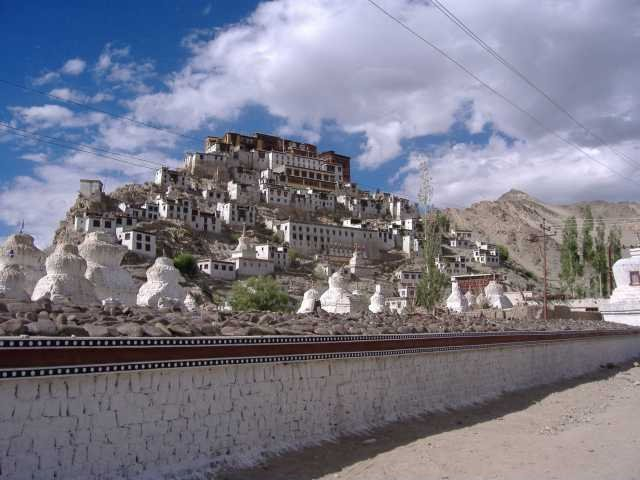
Klášter Tikse v Ladaku

Gompa, Gonpa, Goempa (tib.: དགོན༌པ༌, Wylieho transliteraci dgon-pa) je tibetský název pro místo meditace. Tento název je užíván v Tibetu, Ladaku, Zanskaru, Nepálu, Sikkimu a Bhútánu pro kláštery tibetského buddhismu, ( uvnitř Gompy se užívá svatyně s názvem lakang kde se recitují všechny společné modlitby).